# Rodalben
Rodalben település Németországban, Rajna-vidék-Pfalz tartományban. Lakosainak száma 6768 fő (2023. december 31.).

## Népesség
A település népességének változása:
| Lakosok száma | 7752 | 6743 | 6749 | 6703 | 6675 | 6768 |
|               | 1975 | 2017 | 2019 | 2021 | 2022 | 2023 |